# Angry Birds – A film
Az Angry Birds – A film (eredeti cím: The Angry Birds Movie) 2016-ban bemutatott finn–amerikai 3D-s számítógépes animációs film, amely az azonos című videójáték-sorozaton alapul, de közvetlen előzményként vagy eredettörténetként is értelmezhető. Az animációs játékfilm rendezői Clay Kaytis és Fergal Reilly, producerei John Cohen és Catherine Winder. A forgatókönyvet Jon Vitti írta, a zenéjét Heitor Pereira szerezte. A mozifilm a Columbia Pictures és a Rovio Animation gyártásában készült, a Sony Pictures Releasing forgalmazásában jelent meg. Műfaját tekintve filmvígjáték.
Amerikában 2016. május 20-án, Magyarországon nyolc nappal korábban, 2016. május 12-én mutatták be a mozikban.

## Cselekmény
|  | Alább a cselekmény részletei következnek! |

A történet egy olyan szigeten játszódik, amelyet boldog röpképtelen madarak laknak. A film ott kezdődik, hogy Piros egy kikelésnapi tortát szállít ki egy házhoz. A ház lakója azt mondja, hogy fizesse ki a tortát, ám erre Piros bedühödik, és az arcába csapja a tortát. Ezután megcsúszik egy mókusban, és széttöri a tojást, amiben a leendő fióka van. A fióka szülei bepereli Pirost, és Csőrbíró dühkezelésre kötelezi. A pszichológiai házhoz közeledve Piros szétzúzza Billyt. Itt derül ki, hogy a pszichológusa Matilda, és rajta kívül még Chuck, a gyors sárga madár, Bomba, a nagy fekete madár, és Terence, a nagy vörös madár is "elítélt" lett. Amikor Piros hazaér a házába, elkészíti a háza képmását. A másik napon verset kellett volna írnia Pirosnak, itt derül ki, hogy Piros széttörte Billyt, de közben – mivel valami közeleg – abbahagyják a búcsúzást. Egy hajó érkezik, ezen van Leonárd és Ross (zöld malacok). A hajó részben szétrombolja Piros házát.
A madarak kezdetben félnek, de utána bulit tartanak a malacoknak. A malacok is ajándékokat mutatnak be, de Piros nem örül az új szerzeményeknek. Leonárd ezt észreveszi, és egy csúzlival kilövi őt. Ezután Piros, Chuck, és Bomba megnézik a hajót. A hajón még több malacot találnak és elmondják a többieknek. Ám ezt nem veszik a madarak komolyan. Ezért Piros, Chuck, és Bomba elindulnak, hogy megkeressék a legendás Büszke Sast. Megtalálják, de a Sas nem akar velük menni. E közben a malacok az egész szigetet lerombolják és elviszik még a tojásokat. Így elmennek visszaszerezni őket.
Miután az összes tojás épségben hazakerül, Piros új háza sértetlenül a falu közepébe lett építve, és ezután a madarak köszönetet mondanak Pirosnak.
Chuck és Bomba beköltözik Piroshoz, akik azon törik a fejüket, ki melyik fészekben aludjon. Az utolsó jelenetekben a kis kékeket, Jimet, Jaket, és Jayt láthatjuk, amint kilövik magukat a csúzliból, és elrepülnek.
|  | Itt a vége a cselekmény részletezésének! |

## Szereplők
| Szereplő                 | Eredeti hang          | Magyar hang           |
| ------------------------ | --------------------- | --------------------- |
| Piros                    | Jason Sudeikis        | Nagy Ervin            |
| Chuck                    | Josh Gad              | Seder Gábor           |
| Bomba                    | Danny McBride         | Schneider Zoltán      |
| 'Matilda                 | Maya Rudolph          | Nádasi Veronika       |
| Terence                  | Sean Penn             | eredeti hang          |
| Willow                   | Charli XCX (énekhang) | eredeti hang          |
| Leonárd / Dagonya király | Bill Hader            | Kálloy Molnár Péter   |
| Büszke Sas               | Peter Dinklage        | Láng Balázs           |
| Csőrbíró                 | Keegan-Michael Key    | Háda János            |
| Sztella                  | Kate McKinnon         | Csifó Dorina          |
| Eva                      | Kate McKinnon         | Hábermann Lívia       |
| Ross                     | Tony Hale             | Molnár Levente        |
| Cyrus                    | Tony Hale             | Molnár Levente        |
| Pantomimes               | Tony Hale             | Erdei Zsolt           |
| Edward                   | Hannibal Buress       | Szabó Máté            |
| Bubi                     | Ian Hecox             | Hamvas Dániel         |
| Hal                      | Anthony Padilla       | Szirmai Gergely       |
| Monica                   | Danielle Brooks       | Koroknay Simon Eszter |
| Shirley                  | Cristela Alonzo       | Halász Aranka         |
| Johnny                   | John Cohen            | Minárovits Péter      |
| Gilisztaárus             | Romeo Santos          | Bácskai János         |
| Brad                     | Josh Robert Thompson  | Bácskai János         |
| Dane                     | Josh Robert Thompson  | Kossuth Gábor         |
| Tiny                     | Ike Barinholtz        | Kossuth Gábor         |

## Filmzene
|     | Cím                                | Előadó          | Hossz |
| --- | ---------------------------------- | --------------- | ----- |
| 1.  | Friends                            | Blake Shelton   | 3:04  |
| 2.  | I Will Survive                     | Demi Lovato     | 4:05  |
| 3.  | Wonderful Life (Mi Oh My)          | Matoma          | 3:30  |
| 4.  | On Top of the World                | Imagine Dragons | 3:12  |
| 5.  | Explode                            | Charli XCX      | 3:45  |
| 6.  | Never Gonna Give You Up            | Rick Astley     | 3:34  |
| 7.  | Rock You Like a Hurricane          | Scorpions       | 4:16  |
| 8.  | Fight                              | Steve Aoki      | 3:52  |
| 9.  | Wild Thing                         | Tone Lōc        | 4:25  |
| 10. | Sound of da Police                 | KRS-One         | 4:18  |
| 11. | Behind Blue Eyes                   | Limp Bizkit     | 4:31  |
| 12. | The Mighty Eagle Song              | Peter Dinklage  | 2:06  |
| 13. | The Mighty Red Song                | The Hatchlings  | 0:47  |
| 14. | The Angry Birds Movie Score Medley | Heitor Pereira  | 3:18  |